# Судковський Руфін Гаврилович
Судко́вський Руфі́н Гаври́лович (7 (19) квітня 1850 — 4 (16) лютого 1885), український маляр-мариніст, родом з Очакова на Миколаївщині.
Навчався в Одеській рисувальній школі, а з 1868 року — в Петербурзькій Академії Мистецтв; з 1882 року — академік.
Він тяжів до реалістичного бачення морського пейзажу. Майже всі свої твори Р. Г. Судковський писав з натури.
Марина «Очаківський берег» (1870) — характерне для його творчості полотно.
Пейзажі Чорного моря: («Бурхливе море восени», «Сутінки на березі Чорного моря»), Одеси («Перед бурею поблизу Одеси»), Очакова («Буря поблизу Очакова»), Дніпрового лиману («Перед грозою. Хутір на Дніпровому лимані», «Після бурі», «Штиль») та ін.

## Біографія
Р. Г. Судковський був одним з видатних пейзажистів, які працювали в Україні в останні три десятиліття 19 ст. Він став сполучною ланкою між двома поколіннями митців мариністів: старшим, до якого відносяться І. Айвазовський, О. Боголюбов, Л. Лагоріо, і молодшим, серед якого виділяються К. Богаєвський, М. Волошин, М. Латрі і О. Ганзен.

### Сім'я
Народився Р. Судковський 20 квітня 1850 року в невеликому містечку Очакові, на березі Дніпро-Бузького лиману, води якого впадають в Чорне море. Син священника, предки якого оселилися в місті після його захоплення Російською імперією. Дід художника, священник Деон, служив у Свято-Миколаївському соборі в місті Очакові.

### Діяльність
Руфін Гаврилович за сімейною традицією поступив спочатку в духовну семінарію в Одесі. Але священницька діяльність незабаром перестала його приваблювати. Уже в дитячі роки почали виявлятися в ньому здібності до малювання, а в юнацькому віці, особливо під час перебування в Одесі, під враженням видів південного моря з його чарівними красотами, в ньому остаточно прокинувся художник, і він став одним з найбільш ревних відвідувачів малювальної школи Одеського товариства любителів мистецтва. Доля привела його в вечірні класи Товариства витончених мистецтв, в Одесі ж він познайомився з Айвазовським. Кажуть, що знаменитий майстер, глянувши на його учнівський малюнок, зауважив:
```
«Це буде мій гідний суперник, якщо не перевершить мене ».
```

Судковський не вступав в суперництво з людьми — борючись з натурою, з фарбами, намагаючись з їх допомогою відтворити близький йому світ південного моря, повітряної стихії та просторів Причорномор'я.
У вісімнадцять років, натхненний першою підтримкою, не закінчивши навчання в семінарії, вступив до Петербурзької академії мистецтв. У Петербурзі ламалося звичне сприйняття, зникав знайомий з дитинства колорит. Але він продовжував наполегливо опановувати майстерністю, згадуючи рідні краєвиди та писав картини. У 1871 році Судковський отримав Велику срібну медаль Академії. Однак після важкого нападу хвороби, коли кров пішла горлом, змушений був перервати навчання. Брат відвіз його додому в Очаків; тут художнику допомогли рідні стіни й головне — цілюще морське повітря.
З кінця 1870-х років Судковський свої картини починає експонувати не тільки в Академії мистецтв, а й в Товаристві виставок художніх творів. Завдяки цим виставкам ім'я Судковського стало відомим в мистецьких колах столиці. У 1877 році Рада Академії мистецтв надала йому звання «класного художника першого ступеня», без встановленого «наукового іспиту» — «в знак особливого винятку і в приклад іншим».
Талант художника зміцнів і незабаром став відомий широкому колу шанувальників. У той час тема моря все більше заволодівала художником. У творчості Судковського 80-х років відзначається тяга до передачі краси в природі. У ній він бачить заставу моральності. Пейзаж все більше набуває розвинену і розгорнуту форму відбиття дійсності. Близька пошуків позитивних ідеалів природі картина «Місячна ніч на Чорному морі» в якій повсякденне, прозаїчне постає в великій мірі поетизованим. У ній можна відчути та зрозуміти роздуми художника про життя, його сенс, про значення людини, здатного сприйняти цей реальний світ особливим оком поета. Нічний спокій на полотні безмежний, а це породжує думки про нескінченний, піднесений, відвернений від повсякденного. Цей світ, одночасно реальний та ідеальний, стає основою образної системи картини.
Настільки ж ясна й цілісна за світосприйняттям картина «Прозора вода». На полотні спокійне море раннього ранку, водна гладь ніби завмерла на мить для того, щоб глядачі побачили на дні маленькі й великі камені, піщинки, відчули рух водоростей, молюсків в раковинах. Все живе, світле, чисте, як було світло і чисто світосприйняття майстра.
Очаків, лик цього міста з лиманом і узбережжям постав у багатьох його картинах. Часто він писав їх, сидячи на камені у дворі школи, на обриві, у сигнальній станції. Звідти було видно Кінбурнську косу і вона з'являється на багатьох полотнах. Художник найбільше любив писати шторми, шквали, бурхливу гнівну стихію.
Художник йшов за Айвазовським, але своїм, оригінальним, самобутнім шляхом. Живописець показує свої роботи в Петербурзі, Одесі, Москві, Києві, на всесвітній художній виставці в Антверпені. У березні 1882 року Рада Академії мистецтв визнала Судковського
```
"… за труди на художній ниві академіком живопису морських видів …".
```

Душевні та безпосередні полотна Р. Г. Судковського позбавлені зовнішньої ефектності. Їх життєвість обумовлена тим, що митець не придумував сюжети, об'єктом його захоплення, завжди була конкретна натура.
Улюбленим сюжетом Судковського було бурхливе море. У суворій простоті змісту картини, «Пароплав „Москва“ в бурю» (1884) митець реалістично розкриває грізну силу і могутність морської стихії. Твір сповнений глибокої внутрішньої динаміки. В шаленій круговерті зіштовхуються темно-зелені хвилі, важкі сірі хмари підкреслюють напруженість і тривогу в природі.
Творча діяльність Р. Г. Судковського — одна з вершин європейського морського пейзажу. Передчасна смерть обірвала плани художника, в розквіті творчих сил. Руфін Судковський помер в 1885 році у віці не повних 35 років.
Жителі міста Очакова дбайливо шанують пам'ять видатного художника, який увіковічив рідний край, прекрасні морські пейзажі, прославив місце свого народження на весь світ.

## Вшанування пам'яті
- Ім'я художника носить Музей мариністичного живопису в Очакові.
- 26 липня 2024 року вулицю Гагаріна в Миколаєві перейменовано на вулицю Руфіна Судковського[1].

## Музеї, де зберігаються картини

### Україна
- Київська національна картинна галерея (Київ)
- Національний художній музей України
- Одеський художній музей
- Ізмаїльська картинна галерея
- Миколаївський обласний художній музей імені В. В. Верещагіна
- Музей мариністичного живопису імені художника Р. Г. Судковського (Очаків)
- Херсонський художній музей імені Олексія Шовкуненка
- Львівська національна галерея мистецтв імені Бориса Возницького
- Закарпатський обласний художній музей ім. Й. Бокшая
- Сумський художній музей імені Никанора Онацького
- Луганський обласний художній музей
- Севастопольський художній музей імені Крошицького
- Феодосійська національна картинна галерея
- Зібрання (колекція) образотворчого мистецтва Градобанку

### Російська Федерація
- Державна Третьяковська галерея
- Державний Російський музей
- Центральний військово-морський музей (Санкт-Петербург)
- Таганрозький художній музей
- Ставропольський крайовий музей образотворчих мистецтв
- Пльосський державний історико-архітектурний і художній музей-заповідник
- Челябінський державний музей образотворчих мистецтв
- Іркутський обласний художній музей
- Приморська державна картинна галерея (Владивосток)

### Інші країни
- Естонський художній музей

## Галерея творів

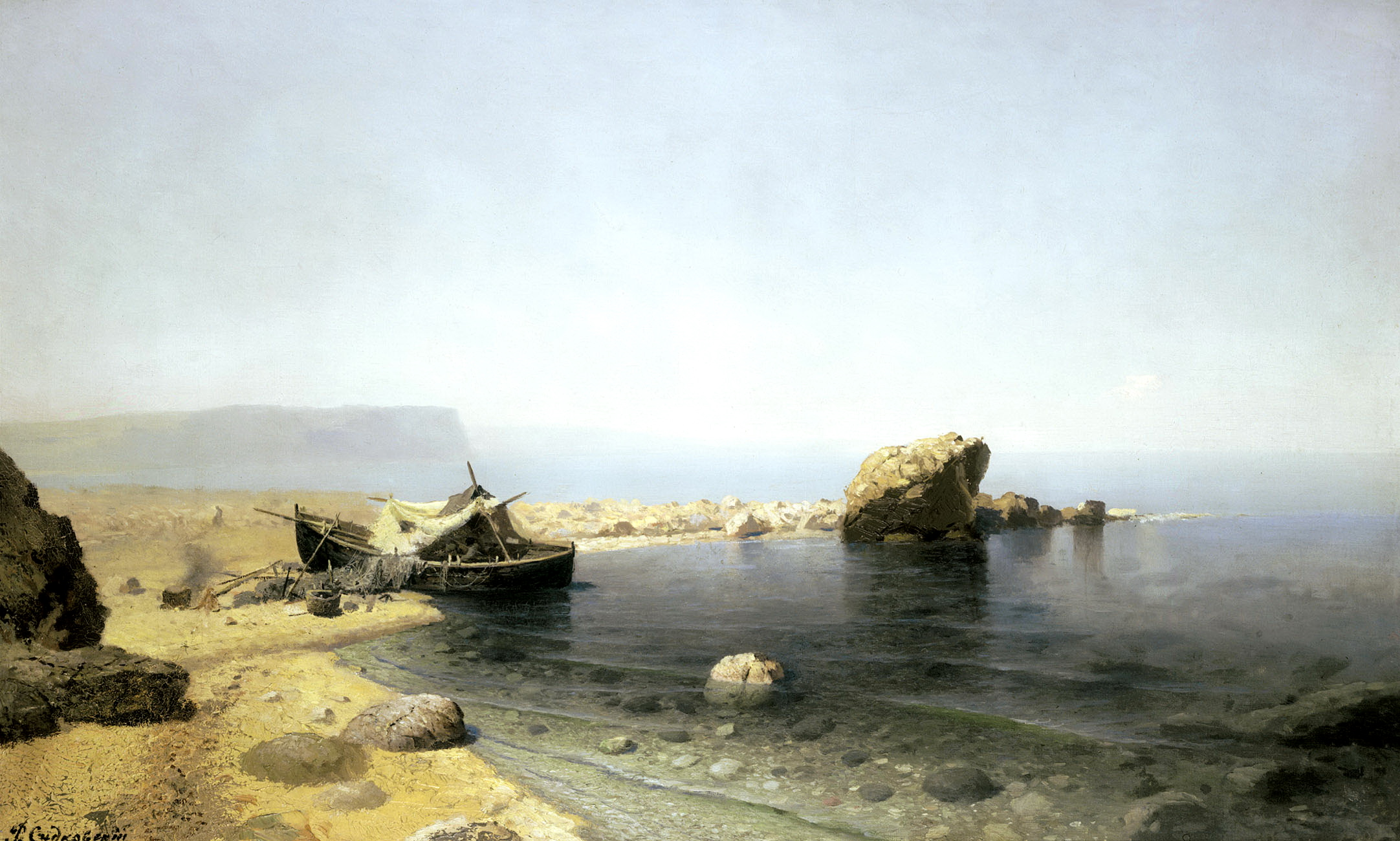
Прозора вода (Мертвий штиль), у межах 1879 - 1885
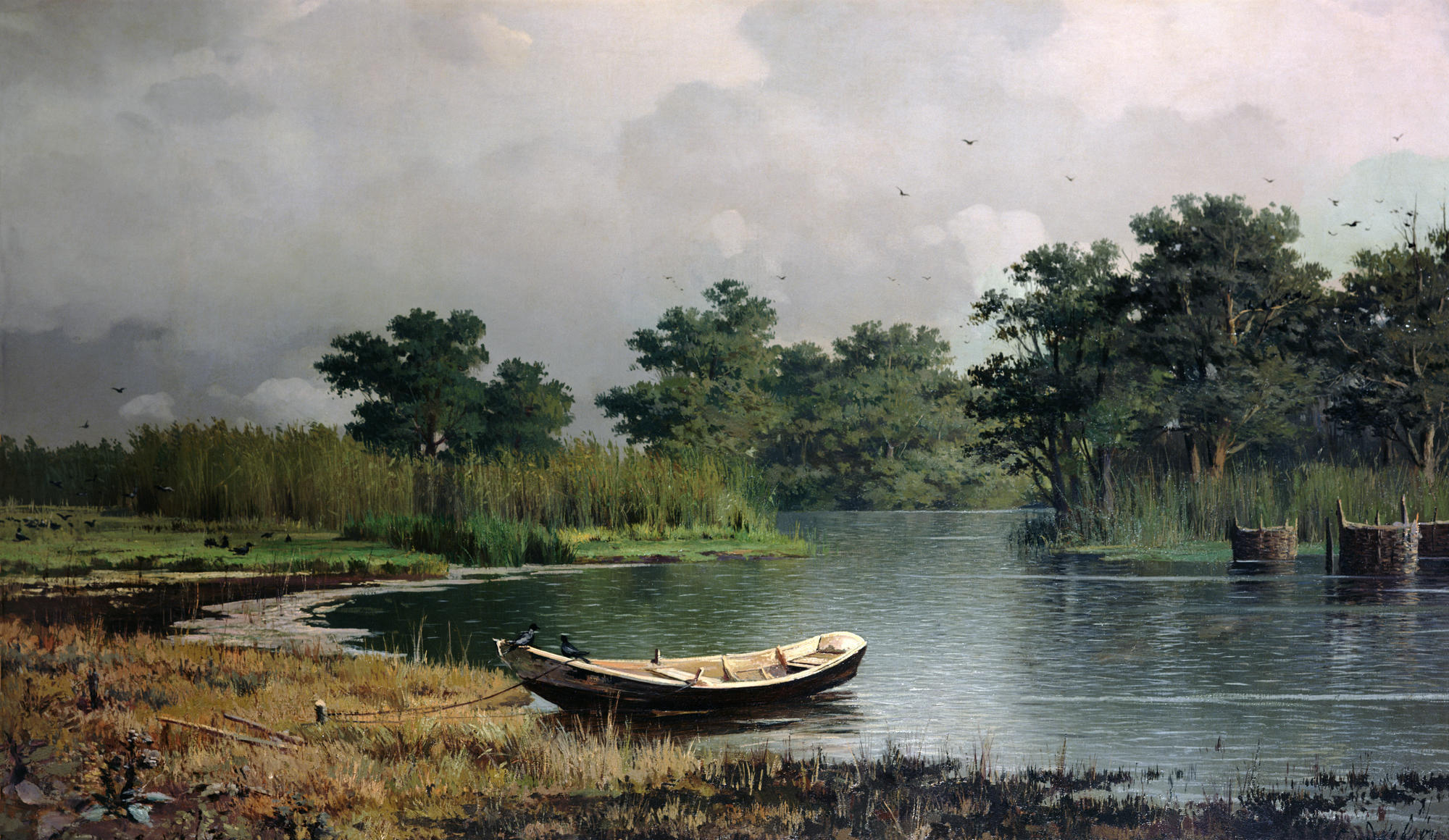
Берег річки. Човен, 1881
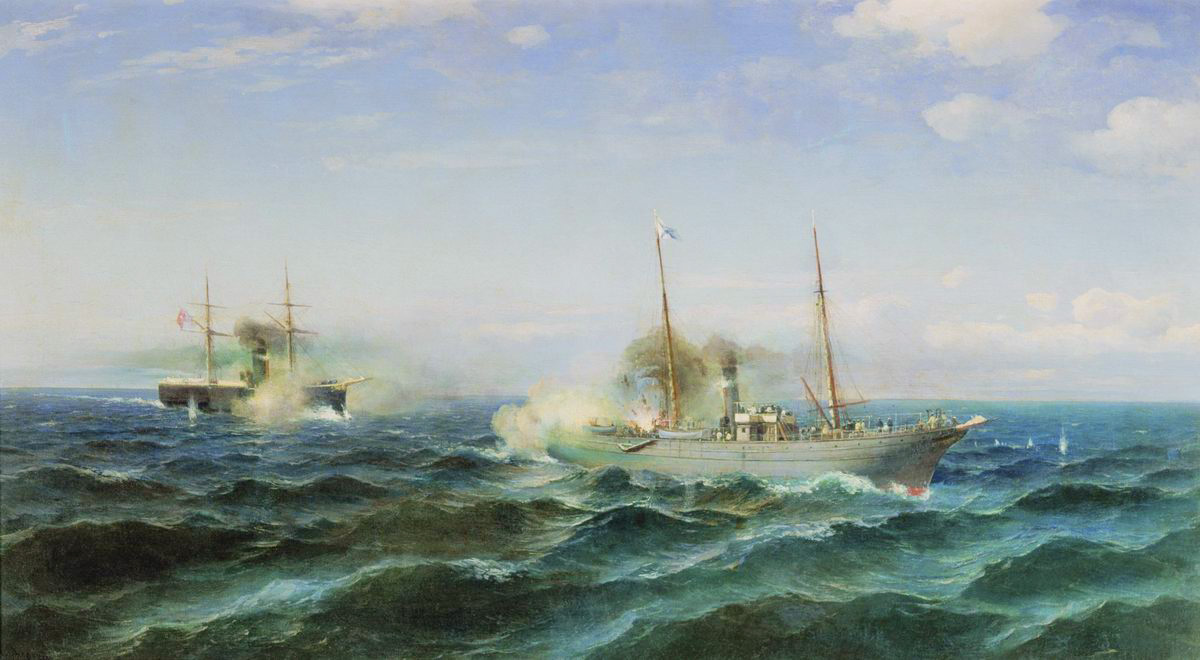
«Бій пароплава "Вєста" з турецьким броненосцем "Фехті-Булєнд" в Чорному морі 11 липня 1877 року», 1881
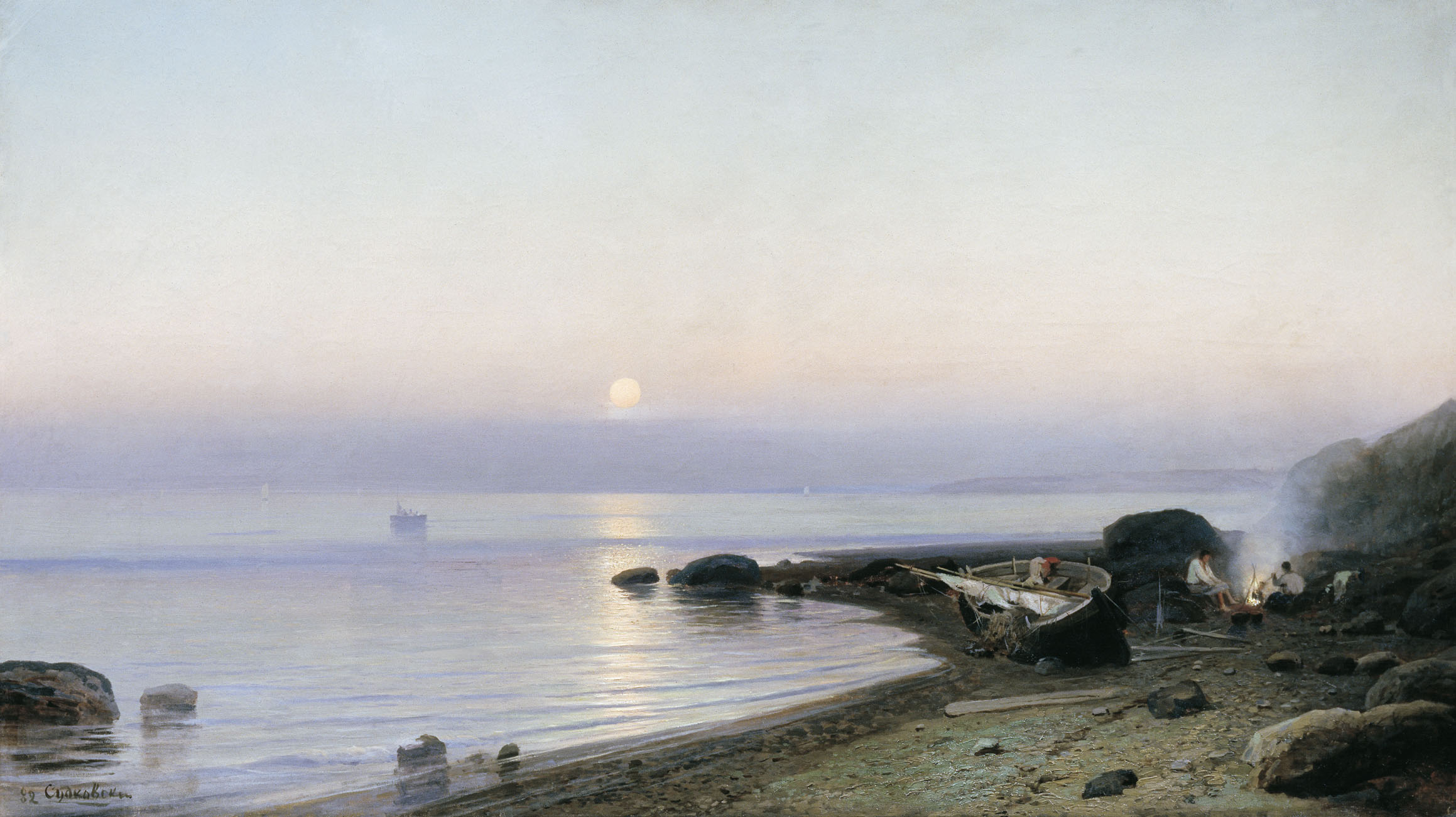
На березі моря, 1882
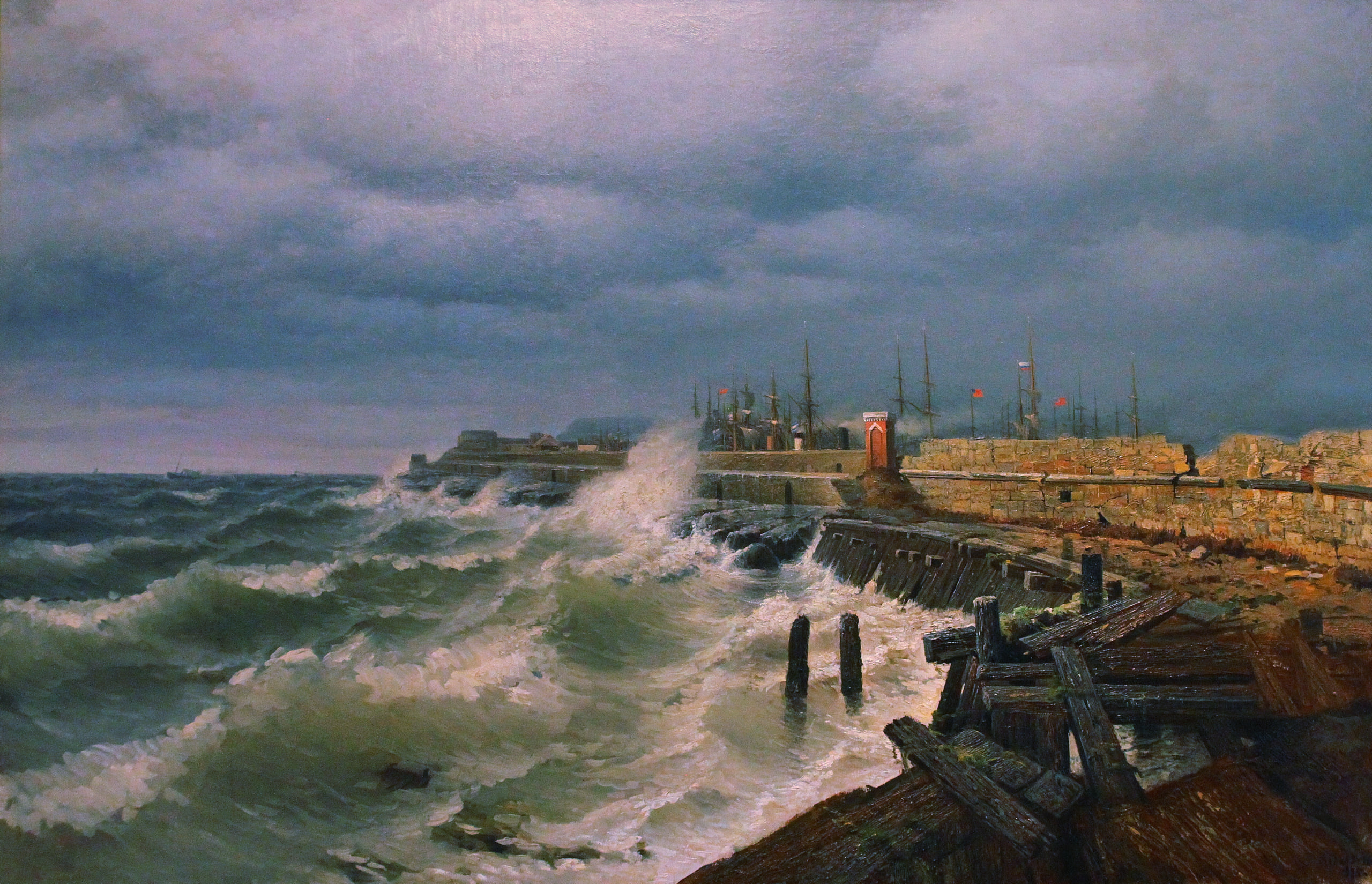
Одеський хвилеріз, 1885